# James Patrick Kelly

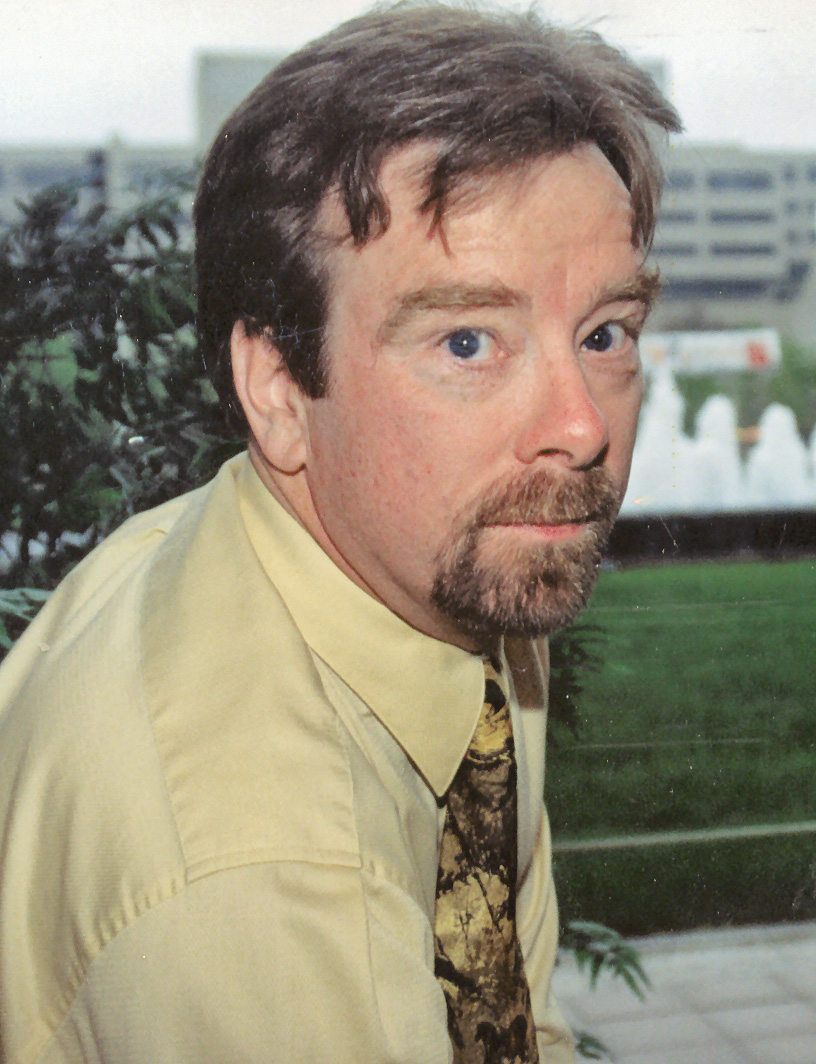
James Patrick Kelly

James Patrick Kelly (Mineola (New York), 11 april 1951) is een Amerikaans sciencefictionschrijver.
In 1974 nam Kelly deel aan de Clarion Workshop en hij besloot professioneel schrijver te worden in 1977. Zijn verhaal Solstice kwam onder de aandacht van Bruce Sterling, die het opnam in de cyberpunk-bundel Mirrorshades. 
Hij won de Hugo Award met twee 'novelettes': Think Like a Dinosaur (1996) en 1016 to 1 (2000). In 1998 kreeg hij de Locus Award voor zijn kort verhaal  Itsy Bitsy Spider. In 2007 won hij een Nebula Award voor zijn novelle Burn.
Een aantal van zijn verhalen zijn als podcasts te downloaden.